# ديانا السندي
ديانا السندي، مهندسة عراقية ولدت في بغداد عام 1990م، تعمل في تطوير الدفع الصواريخ الفضائية، تعتبر اول مهندسة عراقية عملت في وكالة الفضاء الامريكية (ناسا) داخل الولايات المتحدة.

## حياتها الدراسية
انتقلت الى الولايات المتحدة وهي في عمر الرابعة عشر واكملت المدرسة الثانوية، وبنفس الوقت واجهت تحدي في صعوبة تعلم اللغة الانكليزية، وسرعان ما اكملتها، وفي عام 2014 حصلت على زمالة في الرياضيات والعلوم والفيزياء من كلية كوياماكا، دخلت الهندسة الكيميائية وحصلت على شهادة البكالوريوس في جامعة كاليفورنيا عام 2017.

## حياتها المهنية
- شركة بلو أوريجين: منذ مارس 2022، عملت مهندسة دفع صاروخي في شركة "بلو أوريجين" (Blue Origin) الأمريكية.

- شركة بوينج: شغلت منصب مهندسة دفع صاروخي بين عامي 2021 و2022.

- شركة فيرجن أوربيت: عملت مهندسة تطوير نظم الدفع الصاروخي للمرحلة الأولى بين 2018 و2021، ومساعدة مهندس تطوير نظم الدفع الصاروخي للمرحلة الأولى بين 2017 و2018.

- شركة سبيس مايكرو: كانت مهندسة ضمان الجودة بين 2016 و2017.

- جامعة كاليفورنيا في سان دييغو: قادت فريق الدفع وكانت مديرة العمليات في شركة "SEDS UCSD" بين 2015 و2017.[2]

## مساهماتها
شاركت في تصميم وتصنيع خط تفاعل فراغي لفلور المياه، تم استخراجه من عينة اصطناعية من المريخ. كما شاركت في تجربة تحلل ضوئي بالماء والأكسجين، لقياس نظير الأكسجين الثلاثي.
- عام 2015، عملت قائدة فريق الدفع ومديرة العمليات في شركة seds ucsd.
- عام 2016، عملت مهندسة ضمان الجودة مع شركة سبيس مايكرو، ثم مهندسة تطوير نظم الدفع الصاروخي المرحلة الاولى.
- عام 2018، عملت مهندسة تطوير نظم الدفع الصاروخي المرحلة الاولى في شركة فيرجن أوربيت في الولايات المتحدة.
- عام 2021، عملت مهندسة الدفع الصاروخي في شركة بوينج

عملت ايضا على تأسيس منصة على منصة انستقرام وتويتر، وهي منصة تعليمية ثنائية اللغة تعمل على نشر التوعية وترويج العلوم التكنولوجية والهندسة والرياضيات، لجميع الشباب في كل انحاء العالم.

## روابط خارجية
- مشاركتها في تيدكس عن تجربتها
- مقابلة على قناة الشرقية في برنامج الظهيرة
- مقابلة عن تحديات دراسة الهندسة الفضائية